# ATRAP
La collaboration ATRAP regroupe au CERN des membres  issus de la collaboration TRAP. Pionniers des antiprotons, ils furent les premiers à faire interagir les ingrédients de l'antihydrogène froid, des positrons froids. Les membres d'ATRAP furent également des pionniers de la spectroscopie précise de l'hydrogène, et les premiers à observer des atomes d'antihydrogène chaud. La collaboration comprend des chercheurs d'Harvard, de l'Université de Bonn, de l'Institut Max-Planck d'optique quantique, de l'Université d'Amsterdam, de l'Université d'York, de l'Université Nationale de Séoul, du NIST, et du Centre de recherche de Jülich.